# Alexandre Kiss
 (janvier 2019).
Alexandre Charles Kiss, né le 2 juin 1925 à Budapest et mort à Strasbourg le 22 mars 2007, est un docteur en droit international. Membre de l’académie des sciences de Hongrie, membre de l’Académie de droit international de La Haye, directeur de recherche au CNRS,.

## Biographie
Alexandre Kiss grandit à Budapest et entre au Gymnasium en 1937. En 1943, il entame des études de droit à l’université de Budapest. Il a 17 ans en 1944 lorsque la guerre prend une dimension supérieure avec l’invasion de la Hongrie par les Allemands, il s’engage dans les forces hongroises pour combattre l'offensive et est blessé par balle lors du siège de Budapest.

### L’après-guerre en Hongrie (1945-1947)
Alexandre reprend les études de droit en 1945 qu’il avait commencées avant la guerre. Il s’engage auprès de son père dans le mouvement naissant œcuménique.
Alors que le parti communiste gagne en influence en février 1947 il refuse d’enlever son chapeau à proximité d’une manifestation communiste au son de l’internationale, il est arrêté et gardé en prison pendant une semaine sous la charge d’appartenance à des organisations fascistes. Il est relâché et quitte en septembre 1947 la Hongrie[réf. nécessaire].

### En France
Alexandre Kiss part donc pour Paris en passant pour Prague et arrive au matin du 7 novembre 1947. Il s’installe Avenue René-Coty dans le 14e arrondissement à Paris.
Sur les conseils du Pasteur Boegner, dont il avait été le guide lors de sa visite à Budapest, Alexandre Kiss s’inscrit en deuxième année de l’Institut d'études politiques de Paris. Grâce à une bourse Alexandre Kiss s’oriente vers une carrière dans l’enseignement du droit international sous la tutelle de Gilbert Gidel avec une spécialisation en 3e année.
En 1948, il passe l’été à l’Académie de Droit International de La Haye. Il y rencontre sa femme Hélène Van Wesel, également étudiante à La Haye.

### Juriste de droit international
Alexandre Kiss rédige sa thèse de droit international à l’université de Paris sous la direction de Suzanne Bastid, sur l’abus de droit en droit international, qui sera publiée en 1953.
Alexandre Kiss devient alors chercheur au CNRS et il écrit ensuite son premier ouvrage  en 1965 – le Répertoire de la pratique française de droit international. 
Il annonce son premier traité en 1975 avec un ouvrage publié en espagnol, Los principios generales del derecho del medio ambiente, suivi d’un travail en anglais Survey of Current developments of international environmental law publié à Gland en Suisse en 1976 et en Français: Droit international de l‘environnement (La documentation française, 1992). Il publiera ensuite une série de manuels de droit de l’environnement : International Environmental law (éditions 1991 et 1994); Manual of European, Environmental Law (éditions en 1993 et 1997), ainsi que le Guide to International Environmental Law en collaboration avec Dinah Shelton. 
L’idée centrale est d’établir le droit international de l’environnement au-delà de la simple notion de pollution. Son principe fondateur se structure autour de la notion de « patrimoine commun de l’humanité» . Il développe la notion de res communis par rapport à la res nullius, à savoir le bien commun à tous par rapport au bien n’appartenant à personne. Se référant à Albert de La Pradelle, grand internationaliste français de la fin du XIXe siècle, pour lequel, même la mer territoriale est, comme la haute mer, res communis, patrimoine de l’humanité, il retrace l’évolution du concept des biens, dont le sort concerne l’humanité tout entière.

### Programme de Montevideo pour le développement du droit de l’environnement
Du 28 octobre au 6 novembre 1981, une réunion spéciale de hauts fonctionnaires spécialistes du droit de l’environnement s’est tenue à Montevideo sous les auspices du Programme des Nations unies pour l'environnement (PNUE). Elle s’est soldée par l’adoption du Programme de Montevideo pour le développement du droit de l’environnement, qui a ensuite été approuvé par le Conseil d’administration du PNUE en 1982. Cette réunion a été préparée avec l’appui d’un groupe d’experts en droit de l’environnement, présidé par Alexandre Kiss, qui a aidé à identifier et formuler les domaines prioritaires se prêtant à un renforcement de la coopération en droit de l’environnement, et qui ont été inclus à ce titre dans le Programme de Montevideo. 

### Principes juridiques pour la protection de l’environnement et le développement durable annexés au Rapport Brundtland
Le Rapport Brundtland de 1987, Notre avenir à tous, célèbre pour avoir popularisé le concept de développement durable, a été élaboré par la Commission mondiale sur l’environnement et le développement, instituée en 1983 par l’Assemblée générale des Nations unies sous la présidence de Gro Harlem Brundtland, Première Ministre de Norvège. Son dernier chapitre a préconisé des réformes institutionnelles et juridiques pour asseoir les fondements de la protection de l’environnement et du développement durable à l’échelle mondiale, sur la base de 22 principes juridiques énoncés à cet effet et résumés en annexe au rapport. Les principes en question, préparés par un groupe de treize experts internationaux en droit de l’environnement, dont Alexandre Kiss, ont été présentés dans un rapport séparé en 1986, qui a été publié l’année suivante sous le titre Environmental Protection and Sustainable Development: Legal Principles and Recommendations (Nijhoff, 1987). Il y avait là, en germe, les prémisses de la future Déclaration de Rio sur l’environnement et le développement de 1992, ainsi que du projet de Pacte international sur l’environnement et le développement, que Notre avenir à tous avait recommandé de mettre en place,.
Après avoir récupéré sa nationalité à la chute du régime communiste il est choisi pour assurer la défense de la Hongrie devant la Cour internationale de justice, dans l’affaire du Danube (Barrages de Gabčíkovo-Nagymaros).

### Institut international des droits de l'homme
Entre 1980 et  1990, Alexandre Kiss est le Secrétaire Général de l' Institut international des droits de l'homme - Fondation René Cassin.

## Distinctions
- chevalier de l'ordre national  de la Légion d’honneur  et de l'ordre des Palmes académiques;
- Croix du mérite de la République d’Autriche;
- Prix Elisabeth Haub pour le droit de l’environnement (1979)[8];
- Docteur honoris causa en sciences juridiques à l’Université catholique de Louvain (1983).

## Ouvrages
- L'Abus de droit en droit international, Paris, LGDJ, 1953, 200 p.
- Répertoire de la pratique française en matière de droit international public, Paris, CNRS, 7 volumes, 1962-1972
- La Protection de l’environnement et le droit international, Colloque 1973 de l’Académie de droit international de La Haye, Leiden, Sitjhoff, 1975, 650 p.
- Recueil de traités multilatéraux relatifs à la protection de l’environnement, Nairobi, PNUE, 1982, 543 p.
- Droit international de l’environnement, Paris, Pedone, 1989, 349 p., réédition avec J.-P. Beurier en 2000, 2004 et 2010
- La Protection internationale des droits de l’homme : précis (avec Th. Buergenthal), Engel, 1991, 261 p.

Avec D. Shelton :
- International Environmental Law, New York, Transnational Publishers, 1991, 541 p., réédition en 2000 et 2004
- Traité de droit européen de l’environnement, Paris, Frison-Roche, 1996, 586 p.
- (en) Guide to International Environmental Law, Leiden, Nijhoff, 2007, 313 p. (ISBN 978-1-57105-344-2, présentation en ligne).